# Joseph Jouthe

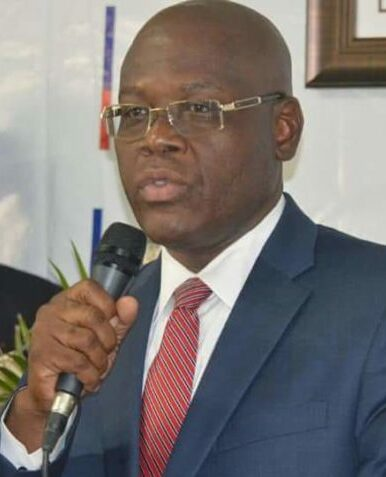
Joseph Jouthe (2018)

Joseph Jouthe (* 17. Oktober 1961 in Thomonde, Département Centre) ist ein haitianischer Politiker. Er war vom 4. März 2020 bis 14. April 2021 Premierminister seines Landes.

## Leben
Jouthe wurde am 17. Oktober 1961 in dem Ort Thomonde im Département Centre geboren. Er ist ausgebildeter Bauingenieur und war unter anderem von 1989 bis 2006 Berater in lokalen Projekten der Vereinten Nationen. Er war ferner Regionaldirektor von CARE International mit einer Zentrale und sieben Regionalbüros.
Vor seiner Ernennung zum Umweltminister im September 2018 war Jouthe im Büro von Premierminister Jack Guy Lafontant als Berater für besondere Projekte, öffentliche Arbeiten und die Vergabe öffentlicher Aufträge tätig.
Am 19. September 2018 wurde Jouthe Umweltminister in der Regierung von Jean-Henry Céant. Ein Jahr später, am 30. September 2019 übernahm er in der Übergangsregierung von Jean-Michel Lapin zudem das Amt des Wirtschafts- und Finanzministers.
Beide Ministerämter verlor er mit dem Rücktritt der Regierung Lapin am 4. März 2020.
Bereits am 2. März 2020 hatte Präsident Jovenel Moïse Jouthe als neuen Premierminister nominiert. Er wurde am 4. März mit seinem Kabinett vereidigt. Eine Bestätigung durch das Parlament erfolgte nicht.
Am 10. März 2021 erklärte Jouthe dem Präsidenten schriftlich seinen Rücktritt, ohne einen konkreten Grund oder ein Datum anzugeben. Präsident Moïse wartete bis zum 14. April 2021, um nach Monaten einer schweren politischen und wirtschaftlichen Krise die Demission von Jouthe zu akzeptieren. In den Tagen vor diesem Schritt hatten die kriminellen Aktivitäten im Land neue Höhepunkte erreicht; so wurde z. B. vor laufenden Kameras bei einem gescheiterten Entführungsversuch ein bekannter Geschäftsmann erschossen. Jouthe bezeichnete die Tat als „ein Erdbeben“.
Sein interimistischer Nachfolger als Premierminister wurde Außenminister Claude Joseph.